# HD 207516
HD 207516，又名BD+37 4427，SAO 71722、HR 8338，是一颗恒星，视星等为6.12，位于銀經88.12，銀緯-11.56，其B1900.0坐标为赤經21h 44m 20.1s，赤緯+38° -11.56′ 1″。